# Nugger

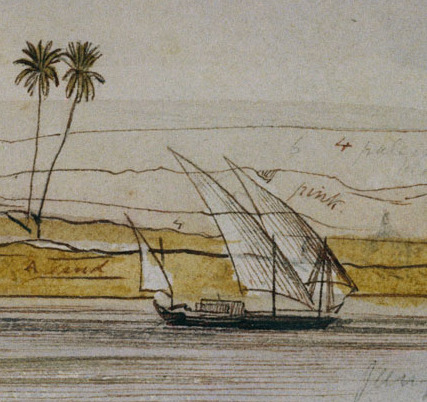
Nugger

Der Nugger oder Nuggar war ein bedeutender Frachtschiffstyp des unteren Nils.

## Geschichte
Die etwa 25 Meter langen und fünf Meter breiten offenen Flachbodenschiffe mit Lateinersegeln ähnelten der Gaiassa des Obterlaufs des Nils. Die verbreitetste Varianten mit normalerweise zwei Masten führten Lateinersegel. Das vordere Segel war hierbei erheblich größer, als das des hinteren Mastes, welches mehr als Steuersegel wirkte. Weitere Kennzeichen des Nugger waren ein verhältnismäßig steil aufragender Bug, der gegen kurze Windseen, hervorgerufen durch plötzliche Windböen aus der Wüste schützen sollte,  der breite Heckspiegel  und das auffallend große achtern angebrachte Ruder (frühe Exemplare wiesen aber seitliche Steuerriemen auf). Die Boote des Typs  wurden in der Hauptsache beim Massenguttransport von Steinen, Sand, Heu oder Töpferwaren verwandt. Typische Reisen wurden beispielsweise stromabwärts mit Getreideladungen aus dem Süden und Rückreisen den Strom hinauf mit Fertigwaren aus dem Norden durchgeführt. Bis etwa in die Mitte des letzten Jahrhunderts konnte man noch Fahrzeuge dieser Art im Alltagseinsatz finden.